# Tour dei British and Irish Lions 1891
Nel 1981 i British and Irish Lions, guidati dal capitano Bill MacLagen e dal coach E. Ash, si recarono in Sudafrica (che non esisteva ancora come entità statale vera e propria).
Questa selezione vinse tutti e venti i match, compresi i tre test contro il Sudafrica, i primi di una selezione sudafricana.
A differenza del tour in Australia del 1888, non riconosciuto come ufficiale dalla Rugby Football Union, questo è considerato il primo test ufficiale di una selezione interbritannica.. Il tour si svolse anche grazie al fatto che Cecil Rhodes garantì di coprire ogni perdita finanziaria dovesse verificarsi.
Il team giocò contro varie selezioni regionali del Sudafrica. In tale occasione fu creata la Currie Cup, trofeo che fu messo originariamente in palio dal governatore delle province britanniche, Donald Currie, per la squadra sudafricana che avesse ottenuto il miglior risultato contro i “Turisti”. Il successo arrise alla squadra del Griqualand West. Tale trofeo è ancora oggi messo in palio per il campionato nazionale sudafricano.
La squadra giocò con i colori dello Union Jack, con una maglia a strisce bianche e rosse e pantaloncini blu.
Di fatto si trattava di una squadra inglese con alcuni determinanti rinforzi scozzesi. Nessun giocatore gallese o irlandese fece parte del team.

## Il team

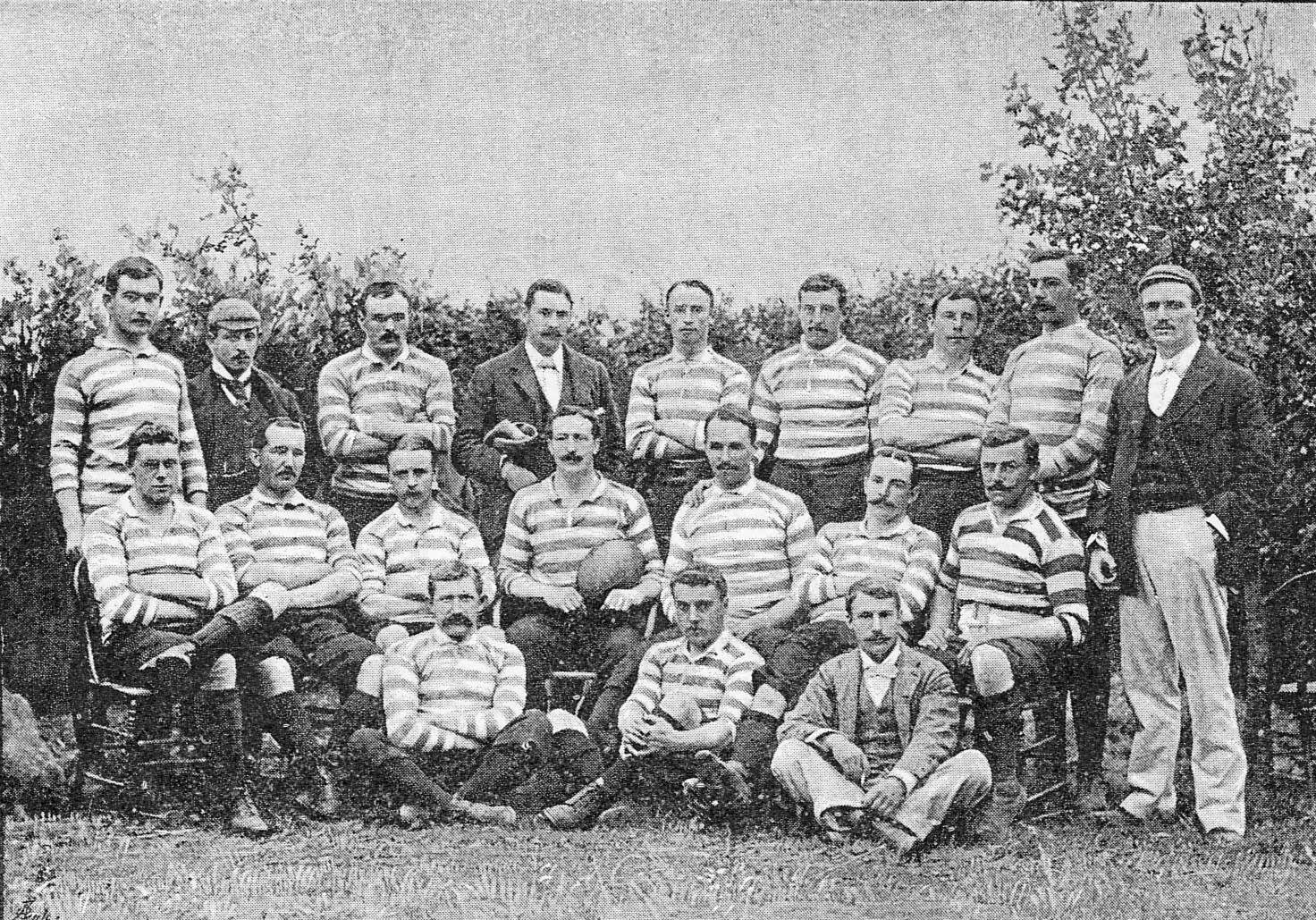
La squadra delle Isole Britanniche - 1891

- Manager: Edwin Ash

### Estremi
- William Grant Mitchell (Università di Cambridge e Richmond F.C.)
- Edward Bromet (Università di Cambridge)

### Tre quarti
- Paul Robert Clauss (Università di Oxford)
- Randolph Aston (Università di Cambridge)
- Bill Maclagan (London Scottish) (cap.)

### Mediani
- Howard Marshall (Richmond)
- B. G. Roscoe (Lancashire)
- Arthur Rotherham (Università di Cambridge)
- William Wotherspoon (Università di Cambridge)

### Avanti
- William Bromet (Università di Oxford
- John Harding Gould (Old Leysians)
- Johnny Hammond (Università di Cambridge)
- Froude Hancock (Somerset)
- Walter Jesse Jackson (Gloucester)
- Robert MacMillan (London Scottish)
- Clement Pearson Simpson (Università di Cambridge)
- Aubone Surtees (Università di Cambridge)
- Robert Thompson (Università di Cambridge)
- William Henry Thorman (Università di Cambridge)
- Thomas Sherren Whittaker (Lancashire)

## Risultati
Sistema di punteggio: 1 punto per la meta, 2 punti per la trasformazione, 4 punti drop e calcio da Mark
| Città del Capo 9 luglio 1891 | Cape Town Clubs | 1 – 15 | Gran Bretagna XV |  |

| Città del Capo 11 luglio 1891 | Western Province | 0 – 6 | Gran Bretagna XV |  |

| Città del Capo 13 luglio 1891 | Cape Colony | 0 – 14 | Gran Bretagna XV |  |

| Kimberley 18 luglio 1891 | Kimberley | 0 – 7 | Gran Bretagna XV |  |

| Kimberley 20 luglio 1891 | Griqualand West | 0 – 3 | Gran Bretagna XV |  |

| Port Elizabeth 25 luglio 1891 | Port Elisabeth | 0 – 22 | Gran Bretagna XV |  |

| Port Elizabeth 28 luglio 1891 | Eastern Province | 0 – 21 | Gran Bretagna XV |  |

| Port Elizabeth 30 luglio 1891 | Sudafrica  | 0 – 4 | Gran Bretagna | Crusaders Ground |
| \| \| \| \| \| \| mt \| Aston Whittaker \| \| \| tr \| Rotherham \| \| Ben Duff Harry Boyes Chubb Vigne Mosey van Buuren Alfred Richards Frank Guthrie Oupa Versfeld Bill Bisset Herbert Hayton Castens (cap.) Tiger Devenish Japie Louw Edward Little Fred Alexander GA Merry Frank Hamilton \| Formazioni \| William Grant Mitchell Paul Robert Clauss Randolph Aston Bill Maclagan (cap.) Arthur Rotherham William Wotherspoon William Bromet John Harding Gould Johnny Hammond Froude Hancock Robert MacMillan Clement Pearson Simpson Aubone Surtees Robert Thompson Thomas Sherren Whittaker \| |            | |               |                  |
| |            | |               |                  |
| | mt         | Aston Whittaker |               |                  |
| | tr         | Rotherham |               |                  |
| Ben Duff Harry Boyes Chubb Vigne Mosey van Buuren Alfred Richards Frank Guthrie Oupa Versfeld Bill Bisset Herbert Hayton Castens (cap.) Tiger Devenish Japie Louw Edward Little Fred Alexander GA Merry Frank Hamilton | Formazioni | William Grant Mitchell Paul Robert Clauss Randolph Aston Bill Maclagan (cap.) Arthur Rotherham William Wotherspoon William Bromet John Harding Gould Johnny Hammond Froude Hancock Robert MacMillan Clement Pearson Simpson Aubone Surtees Robert Thompson Thomas Sherren Whittaker |               |                  |

| Grahamstown 1º agosto 1891 | Grahamstown | 0 – 9 | Gran Bretagna XV |  |

| King Williams Town 4 agosto 1891 | King Williams Town | 0 – 18 | Gran Bretagna XV |  |

| King Williams Town 6 agosto 1891 | King William Discrict | 0 – 16 | Gran Bretagna XV |  |

| Pietermaritzburg 11 agosto 1891 | Pietermaritzburg | 0 – 25 | Gran Bretagna XV |  |

| Johannesburg 15 agosto 1891 | Transvaal | 0 – 22 | Gran Bretagna XV |  |

| Johannesburg 19 agosto 1891 | Johannesburg | 0 – 15 | Gran Bretagna XV |  |

| Johannesburg 22 agosto 1891 | Johannesburg-Pretoria | 0 – 9 | Gran Bretagna XV |  |

| Kimberley 26 agosto 1891 | Cape Colony | 0 – 4 | Gran Bretagna XV |  |

| Kimberley 29 agosto 1891 | Sudafrica | 0 – 3 | Gran Bretagna |  |

| Città del Capo 3 settembre 1891 | Cape Colony | 0 – 7 | Gran Bretagna XV |  |

| Città del Capo 5 settembre 1891 | Sudafrica | 0 – 4 | Gran Bretagna | Newlands |

| Stellenbosch 7 settembre 1891 | Stellenbosch | 0 – 2 | Gran Bretagna XV |  |